# Пістрялівська сільська рада
| Пістрялівська сільська рада — колишній орган місцевого самоврядування у Мукачівському районі Закарпатської області з адміністративним центром у с. Пістрялово. Сільській раді підпорядковані населені пункти: - с. Пістрялово |

## Склад ради
Рада складається з 15 депутатів та голови.

## Керівний склад сільської ради
| ПІБ                  | Основні відомості                                                 | Дата обрання | Дата звільнення |
| -------------------- | ----------------------------------------------------------------- | ------------ | --------------- |
| Бисага Іван Іванович | Сільський голова, 1960 року народження, освіта, безпартійний      | 26.03.2006   | 31.10.2010      |
| Бисага Іван Іванович | Сільський голова, 1960 року народження, освіта вища, безпартійний | 31.10.2010   |                 |

Примітка: таблиця складена за даними джерела